# Khỏe mạnh tim mạch

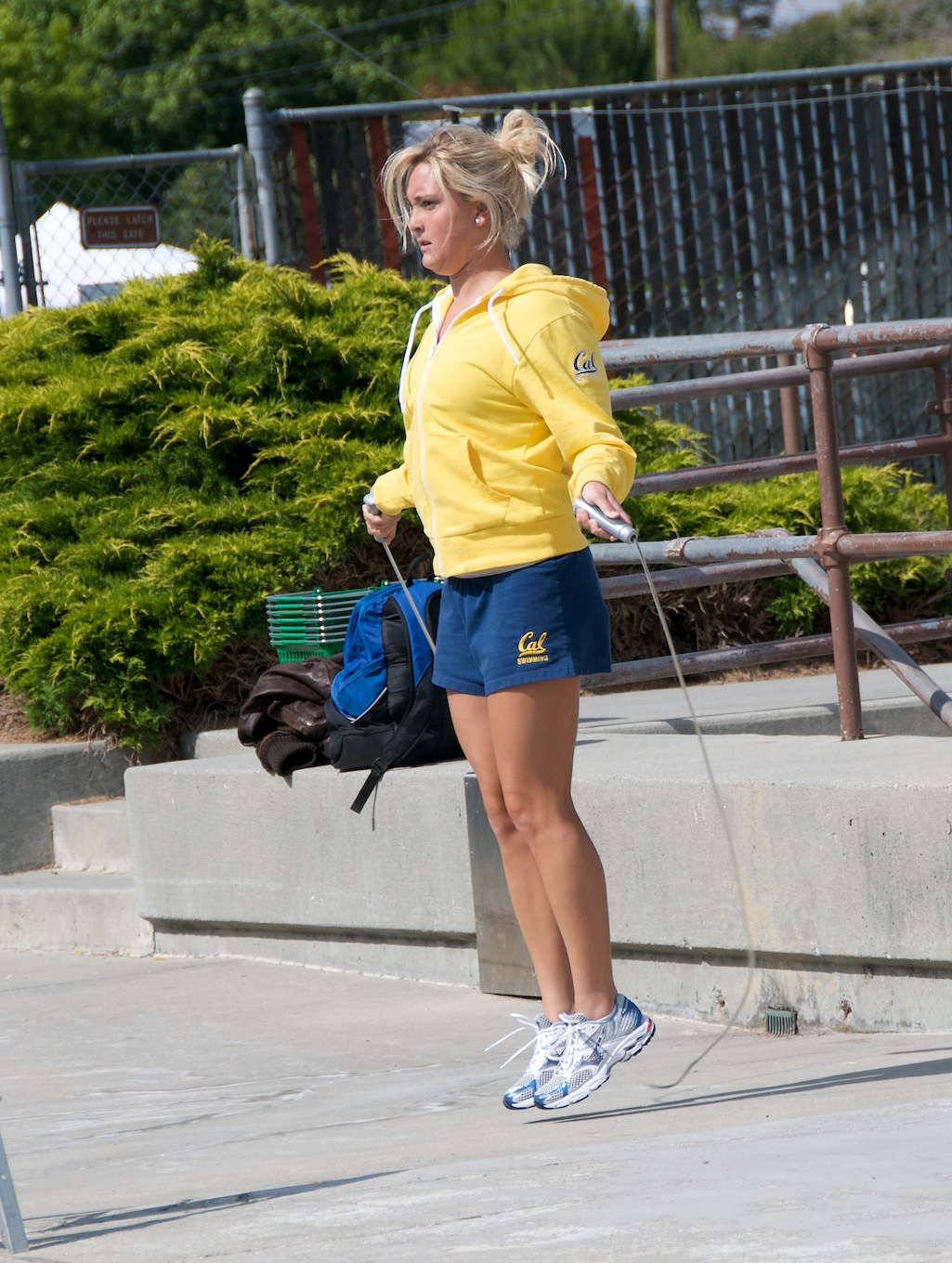
Nhảy dây

Khỏe mạnh tim mạch (tiếng Anh: cardiovascular fitness) là thành phần liên quan đến sức khỏe của khỏe mạnh thể chất, đạt được thông qua hoạt động thể chất liên tục. Khả năng cung cấp oxy cho các cơ đang hoạt động của một người bị ảnh hưởng bởi nhiều thông số sinh lý, bao gồm nhịp tim, thể tích nhát bóp, lưu lượng tim và lượng oxy tiêu thụ tối đa.

## Lượng hoạt động thể chất có lợi
Hoạt động thể chất thường xuyên là điều cần thiết để cải thiện khỏe mạnh tim mạch. Hiệp hội Tim mạch Hoa Kỳ khuyến nghị ít nhất 150 phút tập thể dục nhịp điệu cường độ vừa phải hoặc 75 phút tập thể dục nhịp điệu cường độ mạnh mỗi tuần để cải thiện sức khỏe tim mạch và giảm nguy cơ mắc bệnh tim mạch. Một đánh giá năm 2020 cho thấy cả việc tập thể dục cường độ vừa phải và cường độ cao đều cải thiện sức khỏe tim mạch, nhưng tập thể dục cường độ cao mang lại những cải thiện lớn hơn.